# Hereweg 87 (Groningen)

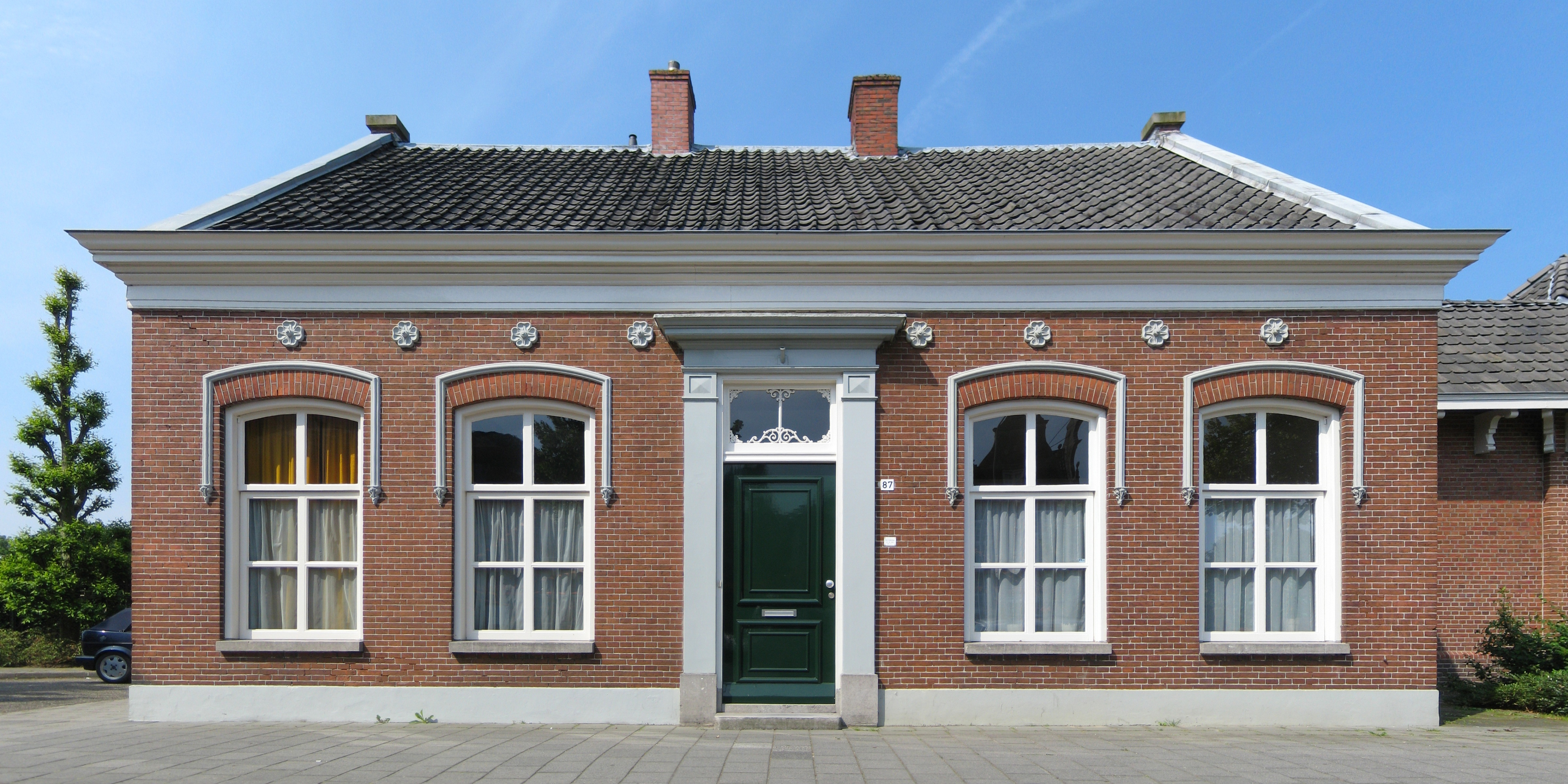
De voorgevel van Hereweg 87 (2010)

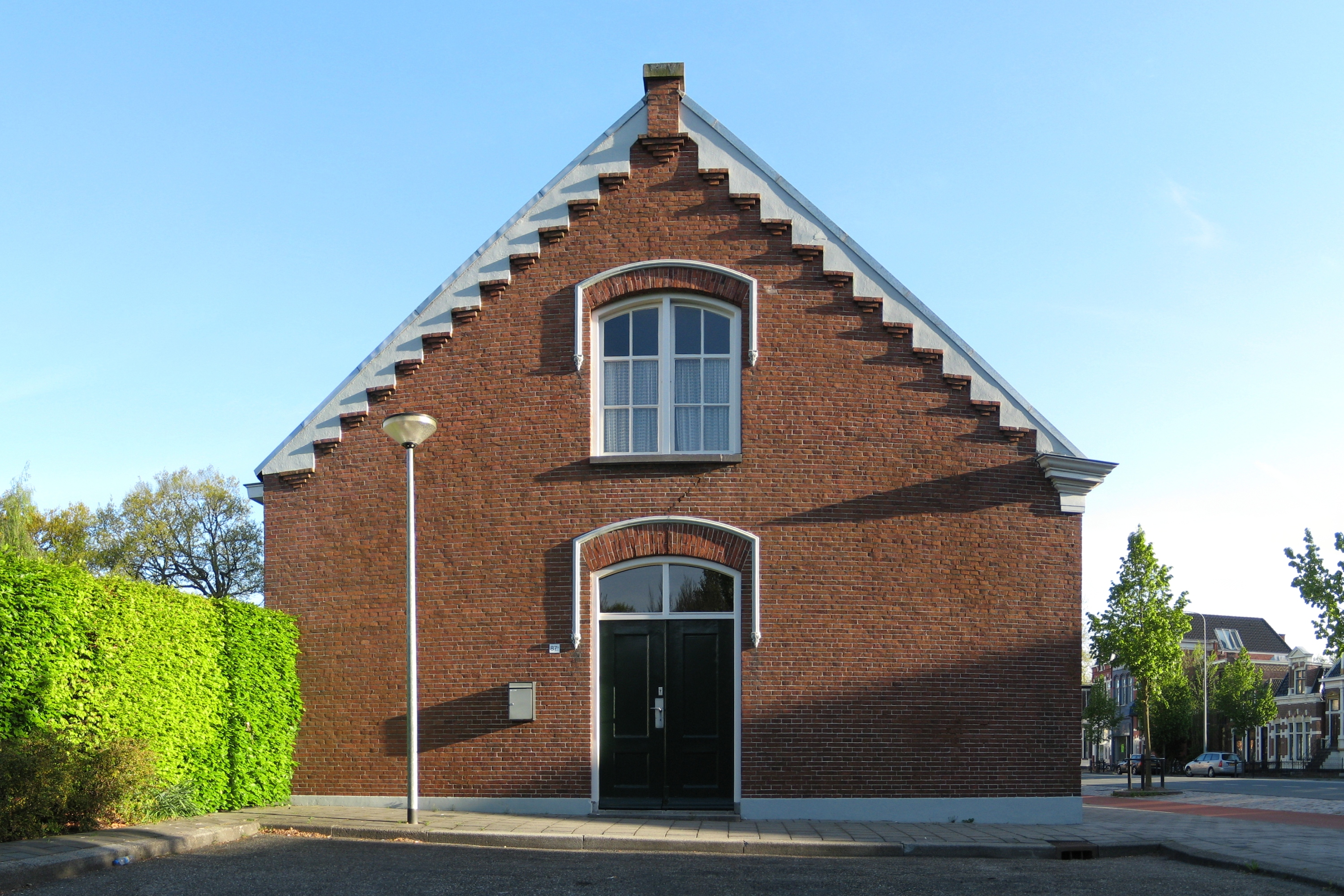
De zuidelijke zijgevel (2010)

Het pand Hereweg 87 in de Nederlandse stad Groningen is een woonhuis in een sobere eclectische stijl, dat is aangewezen als rijksmonument.

## Beschrijving
Het vrijstaande pand, dat in 1864 in opdracht van de gemeente direct naast de ingang van de Zuiderbegraafplaats aan de Hereweg als opzichterswoning werd gebouwd, is ontworpen door de toenmalige stadsarchitect J.G. van Beusekom (1825-1881). Het huis is gebouwd op een rechthoekig grondplan en bestaat uit één bouwlaag onder een evenwijdig aan de straat geplaatst zadeldak, dat is belegd met grijze golfpannen. De gevels zijn opgetrokken in rode baksteen boven een gepleisterde plint.
De vijf traveeën brede voorgevel is symmetrisch ingedeeld, met in het midden de ingangspartij. Deze bestaat uit een houten paneeldeur en een bovenlicht waarin een gietijzeren levensboom is geplaatst, gevat in een gestucte omlijsting die aan de bovenzijde wordt beëindigd door een kroonlijst met een architraaf. Aan beide zijden hiervan zijn twee segmentboogvormig gesloten vensters geplaatst. Ze zijn voorzien van een zesruitsroedenverdeling en worden gedeeltelijk omkaderd met in stucwerk uitgevoerde "wenkbrauwen", die rusten op kleine consoles. Daarboven bevinden zich acht gietijzeren ankers in de vorm van rozetten. De voorgevel wordt aan de bovenzijde afgesloten door een houten kroonlijst, waarop een houten bakgoot met profielwerk rust. In de zuidelijke zijgevel van het pand is een dubbele houten paneeldeur met bovenlicht aangebracht, met daarboven een tweedelig venster. Ze worden omlijst op dezelfde wijze als de vensters in de voorgevel. Beide zijgevels worden beëindigd door een afdekking, die rust op trapsgewijs uitgemetselde bakstenen.

## Waardering
Het woonhuis, dat nog altijd in gebruik is als opzichterswoning, is aangewezen als rijksmonument vanwege "de opmerkelijke architectonische gaafheid van het exterieur" en vanwege "zijn ruimtelijk-historische relatie met het complex van de [...] Zuiderbegraafplaats".